# Карловка (Харьковская область)
Першотравневое (укр. Першотравневе), село, 
Гутянский поселковый совет,
Богодуховский район,
Харьковская область.
Код КОАТУУ — 6320855303. Население по переписи 2001 г. составляет 345 (156/189 м/ж) человек.

## Географическое положение
Село Першотравневое находится в 4-х км от реки Мерчик, в 3-х км село Хрущовая Никитовка, в 2-х км село Миролюбовка.

## Происхождение названия
Украинское Перше Травня — Первое Мая.
Село названо в честь праздника весны и труда Первомая, отмечаемого в различных странах 1 мая; в СССР он назывался Международным днём солидарности трудящихся.
На территории Украиской ССР имелись 50 населённых населённых пунктов с названием Першотравневое и 27 — с названием Первомайское, из которых до тридцати находились в 1930-х годах в тогдашней Харьковской области, куда входило данное село.

## История
- 1764 — Основано как село Карловка.
- 1920 — Переименовано в село Першотравневое.

## Экономика
- В селе есть молочно-товарная и свино-товарная фермы.

## Объекты социальной сферы
- Клуб.
- Фельдшерско-акушерский пункт.